# Prins Peter af Danmark og til Grækenland
Prins Peter af Grækenland og Danmark (græsk: Πρίγκιπας Πέτρος της Ελλάδας και της Δανίας; tr. Pétros) (født 3. december 1908 i Paris, død 15. oktober 1980 i London) var en græsk–dansk prins, officer og antropolog med speciale i Tibet og polyandri. Gift 1939 med og senere separeret fra Irina Aleksandrovna Ovtjinnikova (1904-1990).
Prins Peter var søn af prins Georg og prinsesse Marie af Grækenland. I kraft af det græske kongehus' historiske forbindelse til Danmark opholdt han sig ofte i Danmark. Fra fødslen og frem til ændringen af Tronfølgeloven i 1953, der begrænsede arveretten til efterkommere af Christian 10., havde prins Peter arveret til den danske trone. 

## Liv og gerning
Prins Peter blev født den 3. december 1908 i Paris i Frankrig som ældste barn og eneste søn af prins Georg og prinsesse Marie af Grækenland. Gennem deres far var Prins Peter og hans søster Prinsesse Eugénie børnebørn af Kong Georg 1. af Grækenland og oldebørn af Kong Christian 9. af Danmark, mens de gennem deres mor var oldebørn af Napoleon Bonapartes nevø Pierre Napoleon Bonaparte. Prins Peter tilbragte hovedparten af sin opvækst i Frankrig og opholdt sig ikke i Grækenland, før hans fætter Kong Georg 2. af Grækenland blev genindsat på tronen i 1935.
Han aftjente værnepligt i Den Kongelige Livgarde fra 1932 og udnævnes i 1934 til sekondløjtnant - i 1937 sat à la suite. Under 2. verdenskrig deltog han som officer i den græske hær i kampene omkring Middelhavet. Han udnævntes i 1952 til oberstløjtnant i den græske hær og i 1964 til samme grad i den danske hær.
Han blev dr.jur. i Paris 1934 og dr.phil. i London i 1959. I 1960 blev han æresdoktor ved Københavns Universitet.

### Ekspeditioner til Asien
Prins Peter var aktiv i ekspeditioner til Asien og deltog i årene 1947-1952 i den 3. danske centralasiatiske ekspedition. Han ledede den efterfølgende Haslund-Christensen-mindeekspedition i 1953-55. Sammen med sin hustru tilbragte han syv år (januar 1950 - februar 1957) i den nordøst-indiske by Kalimpong i Himalaya, hvor han indsamlede en enorm mængde tibetanske artefakter og etnografiske og antropometriske data og skrev en række videnskabelige og populærvidenskabelige artikler og bøger. I 1963 udgav han bogen A Study of Polyandry om polyandri (flermanderi). Han var antropolog med speciale i tibetanske sæder og skikke og skrev flere artikler om emnet, som blev udgivet i akademiske tidsskrifter.

### Engagement for Tibet
Det var især prins Peters syv år lange ophold i den vestbengalske by Kalimpong (januar 1950-februar 1957), som kom til at påvirke hans personlige og professionelle engagement i det tibetanske samfund, politik og fremtid. Efter sit lange arbejde med tibetanerne, som opholdt sig i Indien, fortsatte han sit engagement i Danmark: ”Prins Peter arbejdede også for den tibetanske sag som præsident for Nordisk Raad til Tibetanerhjælp, der i årene mellem 1960-1971 arrangerede et hundrede tibetaneres uddannelsesophold i Danmark, Norge og Sverige.” Han henvendte sig til medierne og internationale kontakter, hvor han talte den tibetanske sag og kritiserede det kinesiske styre i Tibet og Nehrus manglende håndsrækning til tibetanere.
Prins Peter og hans gemalinde, Irene Ovtjinnikova (Irina) (født 1904, død 1990), boede i en årrække på Lille Bernstorff i Gentofte. Hans gravsted er i parken.

### Forholdet til det græske kongehus
Gennem hele livet havde han et problematisk forhold til det græske kongehus, som han var en del af. Hans ægteskab med Irene tilspidsede situationen yderligere. Derfor blev han ikke begravet sammen med kongefamilien fra Grækenland. I stedet blev han begravet i Danmark ved sin bopæl i Gentofte. Han døde i 1980 i London af en hjerneblødning. Han og prinsesse Irene fik ingen efterkommere.

## Anetavle
| P                                                 | I                              | II                                     | III                                             |
| ------------------------------------------------- | ------------------------------ | -------------------------------------- | ----------------------------------------------- |
| Proband: Prins Peter af Danmark og til Grækenland | Far: prins Georg af Grækenland | Farfar: Georg 1. af Grækenland         | Farfars far: Christian 9.                       |
| Proband: Prins Peter af Danmark og til Grækenland | Far: prins Georg af Grækenland | Farfar: Georg 1. af Grækenland         | Farfars mor: Louise af Hessen                   |
| Proband: Prins Peter af Danmark og til Grækenland | Far: prins Georg af Grækenland | Farmor: Olga Konstantinovna af Rusland | Farmors far: Konstantin Nikolajevitj af Rusland |
| Proband: Prins Peter af Danmark og til Grækenland | Far: prins Georg af Grækenland | Farmor: Olga Konstantinovna af Rusland | Farmors mor: Alexandra af Sachsen-Altenburg     |
| Proband: Prins Peter af Danmark og til Grækenland | Mor: prinsesse Marie Bonaparte | Morfar: Roland Bonaparte               | Morfars far: Pierre Napoleon Bonaparte          |
| Proband: Prins Peter af Danmark og til Grækenland | Mor: prinsesse Marie Bonaparte | Morfar: Roland Bonaparte               | Morfars mor: Justine Eleanore Ruflin            |
| Proband: Prins Peter af Danmark og til Grækenland | Mor: prinsesse Marie Bonaparte | Mormor: Marie-Félix Blanc              | Mormors far: François Blanc                     |
| Proband: Prins Peter af Danmark og til Grækenland | Mor: prinsesse Marie Bonaparte | Mormor: Marie-Félix Blanc              | Mormors mor: Marie Blanc                        |